# ホワイトアウト (2009年の映画)
『ホワイトアウト』（Whiteout）は、2009年のアメリカ映画。グレッグ・ルッカの同名のグラフィックノベルを原作としたサスペンス映画である。製作はダークキャッスル・エンタテインメント。

## ストーリー
50年前、南極上空を飛行していたソ連の輸送機内で、男が突然発砲する。そして輸送機は大陸に墜落して、そのまま消息を絶ってしまう。
それから50年後。南極点付近にあるアメリカの観測基地「アムンゼン・スコット」では、保安官の任に就いていたキャリーが2年間の任期を終えて、3日後には帰国する予定だった。ところが、帰国の荷造りをしているキャリーのもとに「死体が発見された」との連絡が入ったことから、医師のフューリーと、輸送機パイロットのデルフィと共に、現場となった米軍観測基地とロシアのヴォストーク基地の間にある氷床へと向かうことになる。
発見された遺体は、米国地質学者のワイズという男性であった。雪山装備はなく、ピッケルのような物で胸を一突きにされた致命傷だけでなく、足に不自然な縫合痕が見つかる。そんな中、ムーニーという男性から基地に連絡が入り、「全てを知りたければヴォストーク基地に来い」と指示される。
ヴォストーク基地に着くと、ムーニーはワイズと同じ手口で殺害されていた。そしてキャリーは、全身を防寒具で覆った謎の男に襲われ、指に重傷を負ってしまう。治療した後、ワイズが調査していたという「隕石の調査現場」に雪上車で向かう。しかし、キャリーは穴に落ちてしまい、50年前に墜落した旧ソ連の輸送機を発見する。その中には乗員の遺体があったが、運んでいた積荷はなぜか行方不明になっていた。
キャリーの指は凍傷により悪化しており、「切断しなければ壊死して腕全体を失ってしまう」というフューリーの診断を受け入れて、キャリーは仕方なく指を切断する。そして事件が未解決のまま、帰国するための最終便が飛び立ってしまった南極には、キャリーとフューリー、デルフィ、国連職員のプライス、そして犯人の5人だけが取り残されることになる。
そこに、ムーニーを殺害してキャリーを襲撃した謎の男ラッセルが現れる。ホワイトアウトで視界が見えない状態となり、ラッセルと壮絶な格闘を繰り広げたキャリーは、機転を利かせてラッセルを暴風で吹き飛ばして倒す。ラッセルの手荷物を調査したが、カプセルの中身はキャンディにすり替えられていた。
手術したばかりの自分の手の縫合痕が、ワイズの傷と一致していることに気付いたキャリーは、もうひとり「共犯者」がいることを確信する。再度、遺体の縫合痕を調べたキャリーは、遺体の体内に隠されていたダイヤモンドを発見する。そこに、フューリーが姿を現し、輸送機からダイヤモンドを盗もうとし、運搬のために遺体を利用したことを告白する。フューリーはそのまま、ホワイトアウトの中に飛び込んで姿を消してしまう。
半年後、ようやくキャリーらのもとに交代要員が到着し、美しいオーロラが輝く中でエンディングを迎える。

## 登場人物
キャリー・ステッコ
演 - ケイト・ベッキンセイル
保安官。推理力がある。
ロバート・プライス
演 - ガブリエル・マクト
国連職員。
デルフィ
演 - コロンバス・ショート
輸送機パイロット。立場の強いジョンに皮肉を言う生意気な性格。
ジョン・フューリー
演 - トム・スケリット
医師。孫娘がいる。仕事の立場上、格下であるデルフィに小馬鹿にされた言い方をされて、生意気と思いながらも気に入るなど器の大きい人物。
ラッセル・ヘーデン
演 - アレックス・オロックリン
刺青を掘っている。
サム・マーフィー
演 - ショーン・ドイル
キャリーの仕事仲間。
マグワイアー
演 - アーサー・ホールデン
キャリーの仕事仲間。

## キャスト
| 役名                   | 俳優                     | 日本語吹替 |
| ---------------------- | ------------------------ | ---------- |
| キャリー・ステッコ     | ケイト・ベッキンセイル   | 山田みほ   |
| ロバート・プライス     | ガブリエル・マクト       | 津田健次郎 |
| デルフィ               | コロンバス・ショート     | 板倉光隆   |
| ジョン・フューリー医師 | トム・スケリット         | 山野史人   |
| ラッセル・ヘーデン     | アレックス・オロックリン | 佐藤せつじ |
| サム・マーフィー       | ショーン・ドイル         |            |
| マグワイアー           | アーサー・ホールデン     |            |
| ロシア人パイロット     | バシャー・ラハル         |            |

- その他日本語吹き替え

山野井仁、坂詰貴之、隈本吉成、浦山迅、西凛太朗、佐藤美一、星野貴紀、木下紗華、織田芙実、御園行洋、三宅貴洋、うえだ星子

## スタッフ
- 監督：ドミニク・セナ
- プロダクションデザイン：グレアム・グレイス・ウォーカー
- 衣装：ウェンディ・パートリッジ、ニコレッタ・マッソーネ
- 共同製作：リチャード・ミリッシュ、アダム・クーン
- 編集監修：スチュアート・ベアード
- 日本語字幕：佐藤真紀